# La alegría del batallón (película de 1924)
 La alegría del batallón  es una película muda en blanco y negro dirigida por Maximiliano Thous y estrenada en 1924, basada en el libreto de la zarzuela homónima del Maestro José Serrano y libreto de Carlos Arniches y Félix Quintana. Nótese la circunstancia de que es una película muda sobre un libreto musical. Rodada en Murcia, Guadix, Elche, Peñíscola, Sagunto.

## Argumento
Arturo es un hombre descarriado que deja embarazada a Candela. Es encerrado en prisión cinco años, pero al salir pretende volver con ella.